# Crljevine
Crljevine este un sat din comuna Berane, Muntenegru. Conform datelor de la recensământul din 2003, localitatea are 116 locuitori (la recensământul din 1991 erau 69 de locuitori).

## Demografie
În satul Crvljevine locuiesc 92 de persoane adulte, iar vârsta medie a populației este de 37,2 de ani (37,7 la bărbați și 36,7 la femei). În localitate sunt 33 de gospodării, iar numărul mediu de membri în gospodărie este de 3,52.
Această localitate este populată majoritar de sârbi (conform recensământului din 2003).
|  |

| Demografie | Demografie | Demografie |
| An         | Locuitori  | Locuitori  |
| ---------- | ---------- | ---------- |
|            |            |            |
|            |            |            |
|            |            |            |
|            |            |            |
| 1948       | 117        |            |
| 1953       | 137        |            |
| 1961       | 121        |            |
| 1971       | 141        |            |
| 1981       | 158        |            |
| 1991       | 69         | 69         |
| 2003       | 118        | 116        |

| \| Componența etnică conform recensământului din 2003[2] \| Componența etnică conform recensământului din 2003[2] \| Componența etnică conform recensământului din 2003[2] \| Componența etnică conform recensământului din 2003[2] \| Componența etnică conform recensământului din 2003[2] \| \| ----------------------------------------------------- \| ----------------------------------------------------- \| ----------------------------------------------------- \| ----------------------------------------------------- \| ----------------------------------------------------- \| \| \| \| \| \| \| \| Sârbi \| Sârbi \| \| 76 \| 65,51% \| \| Muntenegreni \| Muntenegreni \| \| 37 \| 31,89% \| \| Croați \| Croați \| \| 1 \| 0,86% \| \| necunoscută \| necunoscută \| \| 0 \| 0% \| |              |  |    |        |
| Componența etnică conform recensământului din 2003 |              |  |    |        |
| |              |  |    |        |
| Sârbi | Sârbi        |  | 76 | 65,51% |
| Muntenegreni | Muntenegreni |  | 37 | 31,89% |
| Croați | Croați       |  | 1  | 0,86%  |
| necunoscută | necunoscută  |  | 0  | 0%     |